# بالثازار نابليون الرابع البوربوني
بالثازار نابليون الرابع دي بوربون (بالإنجليزية: Balthazar Napoleon lV de Bourbon)‏ هو محامي هندي، ولد في 1958.